# Дрозд, Николай Ильич
Николай Ильич Дрозд (1926 год, село Харитоновка — 1991 год) — монтёр Углегорского эксплуатационно-технического узла связи Министерства связи СССР, Сахалинская область. Герой Социалистического Труда (1971).

## Биография
Родился в 1926 году в крестьянской семье в селе Харитоновка (сегодня — Сребнянский район Черниговской области, Украина). В 1945 году воевал на Дальнем Востоке против японских захватчиков. После демобилизации остался в Сахалинской области. Трудился монтёром по обслуживанию внутриобластной линии связи в Холмском районе. Первым среди связистов Сахалинской области стал применять передовые методы. Используя средства малой механизации отказался от услуг ремонтной колонны, самостоятельно производил замену траверс, арматуры и замену опор. При работе на линии внутрирайонной связи использовал мотоцикл, что позволило быстрее устранять повреждения и производить профилактические работы.
С 1962 года — помощник начальника участка. Благодаря его руководящей деятельности Холмский участок Углегорского эксплуатационно-технического узла связи (ЭТУС) провёл реконструкцию десятков киорметров воздушных линий, подвесил около 500 километров проводов, отремонтировал телефонную связь. В семи посёлках района заменил ручные телефонные станции на автоматические, в результате чего удвоилось количество радиоточек и число абонентов телефонной связи в Холмском районе. Указом Президиума Верховного Совета СССР от 4 мая 1971 года «за выдающиеся успехи, достигнутые в выполнении заданий пятилетнего плана по развитию средств связи, телевидения и радиовещания» удостоен звания Героя Социалистического Труда с вручением ордена Ленина и золотой медали Серп и Молот.
Скончался в 1991 году.